# Madonna col Bambino tra i santi Giovanni Battista e Caterina d'Alessandria (Lotto)
Madonna col Bambino tra i santi Giovanni Battista e Caterina d'Alessandria è un dipinto a olio su tela di Lorenzo Lotto, datato 1522 e conservato in collezione privata a Costa di Mezzate dalla famiglia Palma Camozzi Vertova.

## Storia, descrizione e stile
Il dipinto, non è tra i più noti dell'artista veneziano realizzati durante il decennio che lo vide presente sul territorio bergamasco, proprio per la sua localizzazione privata e raffigura una sacra conversazione. Il dipinto ha conservato nel tempo, quelli che erano i colori naturali e non è stato oggetto di restauro.
I personaggi sono inseriti in uno spazio ristretto, dove gli sguardi e i gesti li portano a una intimità emotiva che viene comunicata anche all'osservatore. Questi sono inseriti in uno sfondo nero, diventando il rosso dell'abito della Vergine, e il mantello azzurro protagonisti del colore.
L'artista dipinse la tela Madonna col Bambino tra i santi Girolamo e Nicola da Tolentino, conservata al Museum of Fine Arts di Boston, che presenta molte assonanze in particolare nell'immagine della Madonna particolarmente triste, ma molto plastica, con il busto quasi contorto nell'essere rivolta verso l'osservatore, e la cassa su cui è posto il Bambino Gesù che pare essere un sarcofago, è elemento unicum nell'arte sacra. Vuole indicare il sacrificio che dovrà compiere il Bambino raffigurato, l'artista, infatti, ne userà i medesimi disegni, difficile delle due opere definire quale fosse stata realizzata prima, forse contemporaneamente.
Santa Caterina d'Alessandria, posta sul lato destro della tela, tiene tra le mani uno scoiattolo che pare spaventare il Bambino. Questa raffigurazione della bara e dello scoiattolo, fa mantenere dell'artista quella particolare caratteristica enigmatica. Tocca all'osservatore coglierne il messaggio. Lo scoiattolo era considerato al tempo un animale attento ma anche prevedente il futuro, quel futuro raffigurato dalla piccola bara.
San Giovanni Battista, posto sul lato sinistro piuttosto in ombra, regge il vessillo dove è ben visibile la scritta agnes e indica con il dito il Bambino che il Lotto raffigura pieno di luminosità.
L'opera è stata firmata e datata dall'artista: «Laurentius Lotus 1522». e presenta assonanze raffaellesche, aveva infatti il Lotto, durante il suo periodo bergamasco, lasciato quell'impronta un po' nordica del Dürer liberando una dolcezza e un naturalismo presentandoci un artista che aveva incontrato un tempo felice e sereno della propria vita.
La tela fu esposta alla mostra veneziana dedicata all'artista nel giugno-ottobre 1953, e nel settembre del 2016 in Accademia Carrara.